# Société Nationale pour le patrimoine des Phares et Balises
 (juillet 2022).
 (juillet 2022).
La Société Nationale pour le Patrimoine des Phares et Balises (SNPB) a été fondée le 02 novembre 2002.

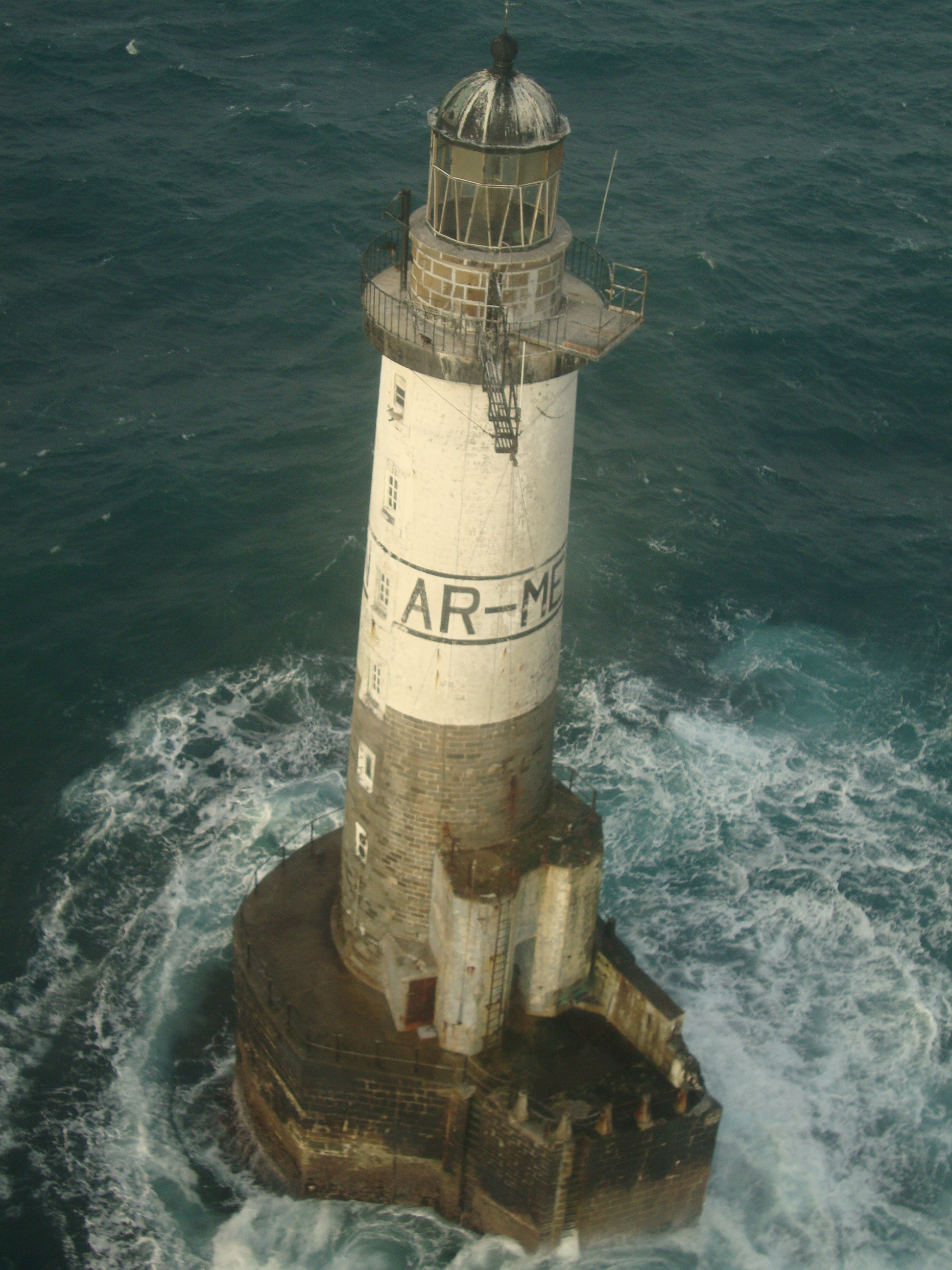
Le phare Ar-Men, au large de l'Île de Sein.

## Objectifs
Les objectifs de la S.N.P.B concernent le patrimoine des phares et balises sous toutes ses représentations matérielles et immatérielles. Elle œuvre aussi à l'accueil des jeunes et de tout autre public dont les ressources de développement personnel peuvent bénéficier de leur ouverture aux valeurs environnementales et immatérielles de ce patrimoine.
La Société nationale pour le patrimoine des phares et balises utilise un pavillon dont la vexillologie est expliquée sur son site.

## Historique
Pendant les premières années de son existence, la SNPB a alerté les pouvoirs publics sur l'état du patrimoine des phares, notamment les établissements en mer. Voici, année par année depuis sa fondation en 2002, les grandes lignes directrices de ses actions.
2003
La SNPB permet le sauvetage du site du phare du Stiff (Ouessant) voué au démantèlement par la mise en vente aux  Domaines des deux anciennes maisons de gardiens entourant ce phare construit sous Colbert. Cette action réussit à faire remettre les maisons au Conservatoire du littoral par ailleurs devenu propriétaire délégué du phare. Désormais maisons et phare sont restaurés et ouvert au public. Dans une autre affaire, après en avoir eu connaissance par l'annonce d'une vente publique, la SNPB alerte sur la mise en vente du mobilier du phare du Planier, par ailleurs disparu depuis longtemps. Grâce à cette intervention, les meubles sont retirés de la vente sur saisie par l'État.
2004
Demande de mise en sécurité de l'ensemble des exemplaires (de la fin du XIXe à nos jours) du journal du phare du Pilier (Noirmoutier). Cette relation quotidienne des événements tenue de façon manuscrite par les gardiens (relèves, météo du jour, événements, etc.) représente une mine d’informations sur la vie du phare.
2005
Une campagne d'alerte sur l'état des phares en mer est lancée et reprise par de nombreux médias..
2006
Avec la Fondation Belem, la première Route des Phares est organisée à bord du trois-mâts. Ce type de stage connaît un réel engouement et  sera ré-édité à bord du Belem puis à bord du thonier Biche.
2007
Exposition pour la première fois des objets et souvenirs de la vie quotidienne des gardiens dans les phares en mer. Le succès est au rendez-vous (plus de 2 000 visiteurs).
2008
Pour alerter l'opinion sur l'état des phares en mer, la SNPB organise un pique-nique symbolique sur la plate-forme du phare d'Ar-Men en présence de nombreux médias accompagnant l'opération. L'information passe sur les des grands médias lançant une prise de conscience en faveur du patrimoine des phares.
2009
À la demande du Grenelle de la mer la SNPB fournit  un rapport sur le patrimoine des phares et obtient qu'il soit considéré comme un patrimoine maritime national à préserver, qu'il reste public et donc visitable et que sa gestion devienne distincte de celle de la partie signalisation maritime. Ces dispositions sont consignées dans l'article 103 du Livre Bleu de la Mer.
2010
Signature d'une convention avec le ministère de la Justice pour permettre à la jeunesse sous protection judiciaire de participer à des chantiers de réinsertion dans le cadre du patrimoine des phares.
2011
La première autorisation d'occupation d'un phare en mer est accordée à la SNPB pour une période de 10 ans en vue d'aboutir à la restauration de la maison-feu du Tévennec et à la mise en place de son usage alternatif avec l'ouverture d'une résidence d'artistes.
2012
L'action de la SNPB est primée « Coup de Cœur » du Cluster Maritime Français.
2013
Elle ouvre le dossier du sauvetage du dernier plus ancien baliseur côtier  français, le Roi Gradlon qui à sa sortie du service sera finalement remis en dépôt au musée à flot de Douarnenez. Organisation du premier « Aqua Raid » permettant à Jacques Tuset et Alain Grégis, nageurs marathoniens, de couvrir avec succès, malgré les courants et le froid la distance entre le phare d'Ar-Men de celui de Tévennec..
2014
La Victoire de la Bretagne de « l'initiative associative » est attribuée à la SNPB. Rapprochement avec l’US Lighthouse Society avec une contribution  à la revue The Keeper’s Log (« Le Journal du Gardien »). Les très nombreux lecteurs de cette organisation découvrent le patrimoine des phares français.
2015
L'opération « Lumière sur Tévennec » est lancée pour organiser le premier séjour prolongé en solitaire sur le phare depuis 1910. La maison-phare ne disposant d'aucun aménagement, ni eau et électricité, plusieurs débarquements à Tévennec permettent de préparer les lieux à ce séjour. Cependant, les conditions de mer défavorables rencontrées en fin d'année rendent impossible tout débarquement à Tévennec et obligent à repousser l'opération à des conditions plus favorables.
2016
L'opération « Lumière sur Tévennec » est lancée. Le président de la SNPB, Marc Pointud, passe 69 jours en solitaire sur le phare du 29 février au 5 mai 201613. Tévennec devient l’idole des médias nationaux et étrangers toutes catégories. Des dizaines d’articles, reportages, émissions, interviews sont consacrés au séjour et à ce patrimoine, lui conférant une notoriété à l'égal de celle des phares en mer les plus connus. Il devient le symbole de la sauvegarde des phares en mer. À l'invitation de Catherine Chabaud, déléguée inter-ministérielle de la Mer, le phare de Tévennec est présenté aux participants de la conférence sur les océans organisée à Paris.
2017
Le partenariat avec le ministère de la Justice pour accueillir des jeunes de la PJJ au cours de chantiers de réinsertion du patrimoine des phares est renouvelé. Par ailleurs l'expérience de la résidence d'artistes à Tévennec se poursuit avec notamment la venue des Youtubeurs (Mamytwink). Ils réalisent une  vidéo présentant « Tévennec et son histoire - Une nuit dans un phare inhabité en pleine mer ». Elle a été vue plus d'un million de fois.
2018
Édition du livre « Lumière sur Tévennec. Les portes de l'enfer » aux éditions Coop Breizh qui expose l'histoire de l'îlot et de sa maison-phare ainsi que le journal de bord des 69 jours de séjour en solitaire de l'auteur. Pour la première fois et avec succès, des jeunes de la PJJ sont accueillis le temps d'une journée sur Tévennec dont l'environnement révèle les valeurs éducatives attendues.
2019
Deuxième édition de « Lumière sur Tévennec Les portes de l'enfer ». En juillet, trois entreprises lyonnaises se retrouvent à Tévennec pour en lever les plans numériques et la photogrammétrie. Grâce à ces relevés très précis des plans en haute définition sont établis par un architecte en collaboration avec une entreprise spécialisée dans la maîtrise d'œuvre en matière de restauration des bâtiments du patrimoine.

### 2020
La période Covid retarde la préparation du dossier de restauration devant être proposé aux administrations concernées. Or la date butoir est le 10 juin 2021, terme des dix ans de l’autorisation d’occupation signée jour pour jour en 2011. Le délégué de la SNPB pour la région Auvergne Rhône-Alpes coordonne avec les entreprises l'élaboration du dossier technique en vue de la demande d'autorisation. Plans, notices explicatives et études techniques sont prêts fin 2020. Il reste à régler la logistique du futur chantier, loin d’être une affaire aisée au regard des fortes contraintes du lieu (transport des matériaux, conditions météo, etc.). Néanmoins l'administration gestionnaire des lieux ne proposera jamais son assistance.

#### 2021
Début 2021 : une réunion de présentation du projet avec les autorités relevant du dossier est organisée par l'UDAP29 avec la SNPB, la DRAC et le représentant de l'administration gestionnaire des lieux. Ils rejettent sans appel ni étude approfondie des propositions pourtant étayées par un dossier technique complet établi par des spécialistes.
Mars 2021 : le ministère de la Mer organise une réunion avec la SNPB et les services centraux concernés par le dossier Tévennec. Lors de cette réunion, le cabinet de la  ministre informe la SNPB que son engagement depuis une vingtaine d'années pour la cause des phares, reconnu comme légitime, a incité le ministère à lancer un grand plan de leur restauration, notamment ceux en mer. Comme prévu, la SNPB liste les phares en mer, qui selon son avis, nécessitent des travaux de restauration urgents. En établissant cette liste, la SNPB propose que Tévennec soit en première place, ce qui est retenu.
Mai 2021 : le musicien électro Romain De La Haye, nom de scène Molécule, séjourne à Tévennec pour composer à partir des sons du phare. Il en sortira un album éponyme « Tévennec ». Une équipe de Thalassa l'accompagne et tourne sur ce sujet ainsi que sur la SNPB pour son magazine.
Juin 2021 : pour respecter la convention d'occupation qui prend fin et permettre au futur chantier du toit qui s'annonce de se faire, la SNPB se retire de Tévennec.

### 2022
Le financement du plan de restauration provenant des fonds propres du ministère, la création d'un Fonds d’Intervention Maritime est actée. Ainsi, Tévennec, dès le premier appel à projets de 2022, bénéficie des crédits nécessaires pour sa restauration (+ 600 000 euros). Dans un numéro « 20 minutes » de mai 2022, on peut lire sous la plume de Camille Allain : « Enfin ! Le phare maudit de Tévennec sera rénové et sauvé d’une mort assurée » et il poursuit :  « La mobilisation d’un homme qui y a passé deux mois a fini par payer. L’État va engager des travaux de rénovation du bâtiment. »

### 2023
Le toit et la charpenterie de la maison-phare sont rénovés d’avril à septembre 2023. Attendu depuis des décennies, ce chantier qu'il fallait faire couronne dix ans de lutte en faveur de Tévennec pour lui permettre d'avoir une seconde vie.
Afin de démontrer qu’il est possible d’y organiser une forme de vie et de séjour, la SNPB a pu tester in-situ les difficultés et les possibilités du projet de résidence d'artiste. Au cours de ces dix ans, et sans aucun incident, elle y a notamment reçu, parmi tant d'autres, des artistes très connus, des équipes de reportage comme Thalassa, Arte, France Culture, des youtubeurs très médiatisés. Cette décennie de présence a par ailleurs enrichi la SNPB d’une grande connaissance de ces lieux difficiles à tous points de vue et d’une expérience unique.